# Tjanachi
Tjanachi (georgiska: ჩანახი) är en georgisk maträtt, köttgryta, oftast gjord på lammkött. Maträtten är en populär rätt i Armenien och Georgien, som i allmänhet serveras varm i lerfat med ris. Grytan tillagas långsamt med grönsaker som lök, aubergine, vitlök och potatis.